# Juustojärvi
Juustojärvi är en sjö i Finland. Den ligger i kommunen Kolari i landskapet Lappland, i den norra delen av landet, 800 km norr om huvudstaden Helsingfors. Juustojärvi ligger 176,8 meter över havet. Arean är 7,6 hektar och strandlinjen är 1,34 kilometer lång. Sjön  ingår i Kemi älvs huvudavrinningsområde. 